# Xperia acro

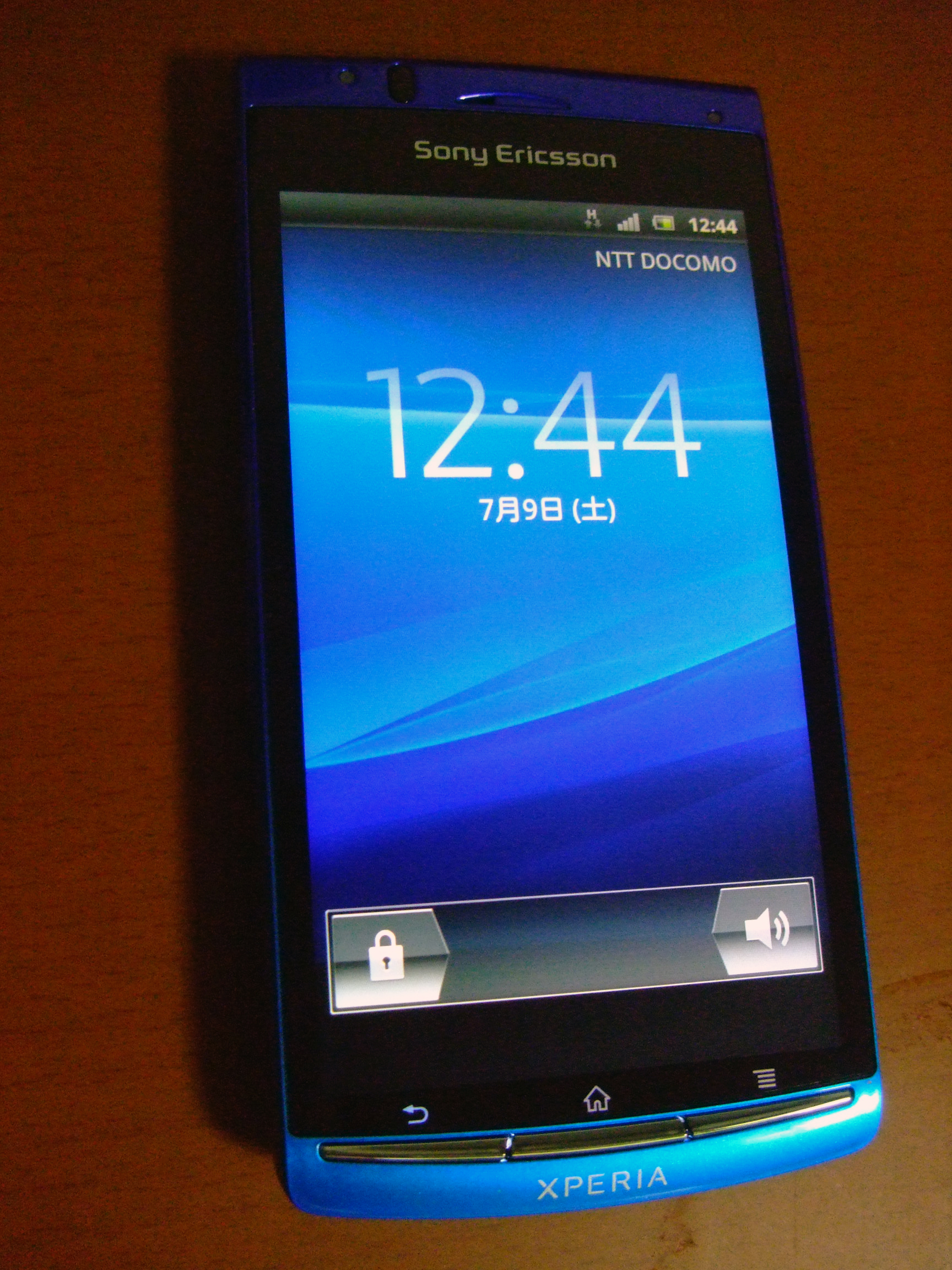
Xperia acro（SO-02C)

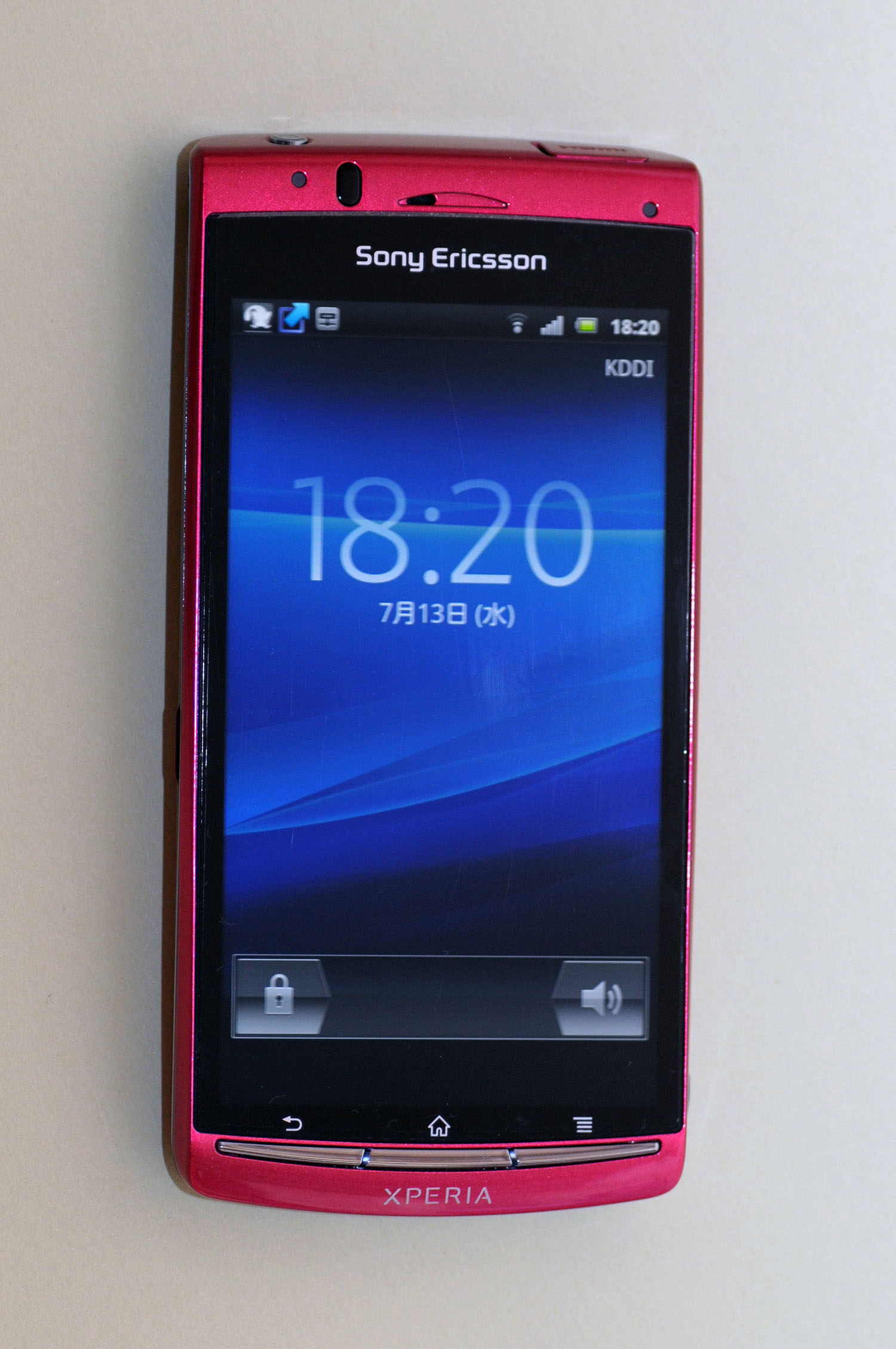
Xperia acro（IS11S)

Xperia acro（エクスペリア アクロ）は、ソニー・エリクソン・モバイルコミュニケーションズ（現：ソニーモバイルコミュニケーションズ）によって開発されたスマートフォンである。Xperia arcから日本のカスタマー用にいくつかの機能が追加された端末である。
日本向けに展開されており、NTTドコモとau（KDDI・沖縄セルラー電話連合）から、それぞれの通信仕様・事情等に合わせて販売されている。キャリアごとの個別の情報はSO-02C（ドコモ）、IS11S（au）を参照。

## 概要
Xperia acroは、Androidを搭載した世界モデルスマートフォンXperia arcを日本向けに改良し、おサイフケータイやワンセグ、赤外線通信といった日本的な機能を搭載したモデルとなる。Xperia arcでは背面が弧状の形状であったが、前述の機能を搭載したことにより背面は平らになり、重量も約18g重くなっている。
ドコモよりドコモ スマートフォン→docomo NEXT seriesのSO-02C、auよりISシリーズのIS11S（CDMA SOI11）として発売されているが、正式発表前の時点では非公式ながらそれぞれ「Azusa」（SO-02C）、「Akane」（IS11S）などの名前で呼ばれていた。
通信方式を除き、双方とも基本的な機能は同じであるが、それぞれの通信キャリアの特徴を持ったアプリケーションを搭載している（それぞれの搭載アプリケーションについては各項目を参照）。なおIS11Sは2011年6月の発売開始時点ではキャリアメール（@ezweb.ne.jp）に対応していなかったが、同年9月20日のアップデートによって利用できるようになった。
メモリ量の関係上、日本版のXperia acroはAndroid 4.0にアップデートされなかったが、海外版のXperia arcのROMを代用することでアップデートできる。
ただし、ワンセグ、おサイフケータイ、キャリアメール、CDMA2000での通信機能など、海外版Xperia arcに存在しない機能は失われる。
IS11Sでは音声通話を含めた一切の通信が不可能になる。

## 特徴・仕様
基本的な性能や表面のデザインはXperia arcを踏襲したものとなっているが、Xperia arcでは端末の背部が軽く弧描いていた形状であったのに対して、本機は背部がストレート形状となっており、重量は117gから135gへ、厚さは8.7mmから11.8mmへ増加している。また、従来のXperia arcではLEDランプが側面のUSBコネクタ横にあったが、このXperia acroでは正面右側上部へと移設されており、視認性が向上している。
NTTドコモ専用色としてAqua（青）が、au専用色としてRuby（赤）がラインナップされている。

### 基本スペック
- OS - Android 2.3 (Gingerbread)[2]
- CPU - 1GHz Qualcomm Snapdragon プロセッサ
- RAM - 512 MB
- 内蔵メモリ -  380MB （本体には1GBの容量があるが、6割はシステム領域や予備セクタで利用されている為、ユーザーが使用できる実際の容量は380MBである。）
- 外部メモリ - microSD (最大2GB)またはmicroSDHC (最大32GB)
- ディスプレイ - 854x480ピクセル, 4.2インチ Reality display, モバイルブラビアエンジン
- カメラ機能 - 8.1メガピクセルカメラ (Exmor R)
- イメージ出力 - HDMI出力

その他、通信機能等は各キャリアごとの端末記事を参照のこと。

### ホーム
ソニー・エリクソン独自のホーム画面では、よく使うアプリケーションを画面の下部に常に表示させる「ステージ」機能が搭載されているほか、アプリトレイでは、よく使うアプリ順、アルファベット順、インストールした順と、指定した並びにかえることができる。また、ウィジェットを一括表示させ、使いたいアプリをすぐに探せるといった工夫もされている。また、iC通信、トルカにも対応している。

### ディスプレイ
基本的なディスプレイに関する仕様はXperia arcと同等である。
- 854×480ピクセル、4.2インチ、1677万7216色表示 TFT液晶
- 化学強化ガラス（scratch-resistant mineral glass Accessories）
- Clear Black Panel （ガラス面と液晶を密着させることで反射を防ぎ、明るい場所での視認性を向上）
- Reality Display （高コントラスト、高輝度、高精細な表示が可能）
- モバイルブラビアエンジン（コントラスト向上・輪郭強調技術を搭載し、YouTubeやワンセグ、写真などの表示を自動的に補正）
  - コントラスト調整
  - シャープネス
  - カラーマネジメント
  - ノイズリダクション

### センサー
- 静電容量式フルタッチパネル
- デジタルコンパス
- 接近センサー - ディスプレイ付近の物体（顔など）を感知すると、タッチパネルが反応しなくなる
- 加速度センサー

### カメラ機能
裏面照射技術である「Exmor R for mobile」を搭載し、またF2.4の開放値のカメラレンズで集光性を高め、フラッシュを使わなくても、暗部での撮影が可能である。720pのHD動画撮影にも対応。
- 顔認識エンジン
- コンティニュアス・オートフォーカス機能 （画面内の被写体に自動でフォーカスをあわせる機能）
- シーン別撮影機能（シーンに応じて露出やホワイトバランスを自動調節する機能）

### IME
日本語文字入力システムとして「POBox Touch 4.1」を採用する。入力モードはQWERTYキー、50音キー、12キーなどが選択可能で、12キーの場合はフリック入力にも対応する。フリックによる記号入力も可能である。
- 日本語、英語の入力予測変換機能
- 日本語入力時、母音を強調し、頻度の低いキーを非表示（QWERTYキーボード）
- キー配列や表示デザイン、プラグインアプリとの連携などのカスタマイズが可能
- キーの表示はサクラ（Pink）、ウッディー（木目調）、Mono（黒基調）がプリインストールされる他、PlayNowなどからダウンロードが可能。

その他の標準入力方法として、「Chinese Keyboard」（英語・中国語）、「スタンダードキーボード」（英語）が選択可能。

### ワンセグ
プリインストールアプリである「ワンセグ」が利用できる。
- 地域の手動選択、又は自動受信（スキャン）機能で視聴チャンネルの設定が可能

- メニューキーからチャンネルの選局が可能
- 指で画面をスライドさせることによってもチャンネル変更が可能
- 本体を横に傾ける事でフル表示に切り替わる（加速度センサーが有効の場合）

なお、最大120分のスリープモードも搭載されているが、録画については非対応。

### FMラジオ
プリインストールアプリである「FMラジオ」が利用できる。
- 利用時には、ヘッドフォン出力端子へのケーブル接続が必須（アンテナとして利用する為）
- 後述するTrackIDとの連携により、聴いている音楽を録音することで楽曲情報の入手が可能
- ワイドFMには非対応

### Timescape
Xperia X10から搭載されているアプリケーションで、新着通知をタイル状の画面に時系列順で表示させることができる。ウィジェットにも対応し、ホーム画面から新着履歴を確認することができる。
主に対応する通知は以下の通り。SNSの新着通知には各サービスごとに認証作業が必要である。
- Facebook
- Twitter
- mixi
- SMS
- 不在着信
- メール着信

### TrackID コネクション
TrackIDを利用することで、その場で聴いている音楽から楽曲情報の入手が可能である。
- FMラジオとの連携が可能（FMラジオアプリから呼び出せる）
- マイクから録音した音楽から楽曲情報の入手が可能
- 取得した楽曲情報から、mora touchでの音楽のダウンロードや、YouTubeでの動画検索・再生が可能

### mora touch
ソニーがウォークマンなどにも提供している、国内最大の音楽配信サイトであるmoraの楽曲を、スマートフォンで購入、ダウンロードできる。spモードのコンテンツ決済に対応。
TrackIDとの連携が可能で、TrackIDから取得した楽曲情報からmora touchによる検索が可能。

### その他の機能
- ノイズキャンセリング （セカンドマイクを利用して周囲の騒音などを除去）
- ミュージックプレイヤー（Facebook等との連携も可能）
- DLNAサーバー
- プレイステーション スイート（2011年11月のアップデートで対応）

## 比較
| 機種            | Xperia acro                          | Xperia acro | 参考 Xperia arc (SO-01C)                                 |
| 機種            | SO-02C                               | IS11S（CDMA SOI11）                                                                                             | 参考 Xperia arc (SO-01C)                                 |
| --------------- | ------------------------------------ | --- | -------------------------------------------------------- |
| 通信キャリア    | NTTドコモ                            | au | NTTドコモ                                                |
| 発売日          | 2011年7月9日                         | 2011年6月24日                                                                                                   | 2011年3月24日                                            |
| OS              | Android 2.3.3→2.3.4                  | Android 2.3.3→2.3.4                                                                                             | Android 2.3.2→2.3.3→2.3.4                                |
| CPU             | Qualcomm MSM8255                     | Qualcomm MSM8655                                                                                                | Qualcomm MSM8255                                         |
| バッテリー容量  | 1500ｍAh                             | 1500ｍAh | 1500mAh                                                  |
| 通信方式(3G)    | W-CDMA （HSPA拡張に対応） band1/5/6  | CDMA2000 1xMC（音声通信時） CDMA2000 1x EV-DO MC-Rev.A（データ通信時） band class0/3/6                          | W-CDMA （HSPA拡張に対応） band1/2/5/6                    |
| 通信速度(3G)    | 下り14Mbps 上り5.7Mbps               | 下り9.3Mbps 上り5.5Mbps（データ通信時） ※一部地域は下り6.2Mbps 上り3.6Mbps 下り144Kbps 上り64Kbps（音声通信時） | 下り14Mbps 上り5.7Mbps                                   |
| 通信方式(2G)    | GSM・GPRS・EDGE 850/900/1800/1900MHz | GSM（音声のみ） 850/900/1800/1900MHz                                                                            | GSM/EDGE 850/900/1800/1900MHz                            |
| 通信速度(2G)    | 473.6kbps                            | GSM（音声のみ） 850/900/1800/1900MHz                                                                            | 473.6kbps                                                |
| テザリング      | ○                                    | × | ○                                                        |
| 待受時間        | 3G 約400時間、2G 約260時間           | 国内3G：約290時間、海外3G：約310時間、2G：約380時間                                                             | 3G 約400時間、2G 約270時間（いずれも移動と静止の組合せ） |
| 連続通話時間    | 3G 約350分、2G 約390分               | 国内3G：約480分、海外3G：約590分、2G：約420分                                                                   | 3G 約340分、2G 約390分                                   |
| サイズ          | 127 × 63 × 11.8 mm                   | 127 × 63 × 11.8 mm                                                                                              | 125 × 63 × 8.7 mm                                        |
| 重量            | 約135g                               | 約135g | 約117g                                                   |
| WiFi            | IEEE 802.11b/g/n                     | IEEE 802.11b/g/n                                                                                                | IEEE 802.11b/g/n                                         |
| 緊急地震速報    | ○                                    | ○ | ○                                                        |
| 本体色          | Aqua, Black, White                   | Ruby, Black, White                                                                                              | Midnight Blue, Misty Silver, Sakura Pink(日本向け)       |
| SIMロックの解除 | ○                                    | × | ×                                                        |

## 注
1. ↑  日本国内で発売されたXperiaシリーズはNTTドコモ向けのみだったが、本機種からauでも取り扱いが開始された。
2. 1 2 3  ドコモではAndroid 4.0 (Ice Cream Sandwich)へのバージョンアップが検討されていたが、却下された。
ただし、海外版のROMを使用することで、Android 4.0へのアップデートができる。
さらに、ブートローダーアンロックによりAndroid 4.4まで対応。
3. ↑  海外利用を含めてUMTS(W-CDMA)には非対応
4. 1 2  2011年11月7日実施のアップデート適用後に利用可能。
5. 1 2  2011年11月7日実施のアップデート適用後にエリアメールの機能として利用可能。
6. ↑  2011年9月20日実施のアップデート適用後に利用可能。後に、2012年2月にインストール可能となった「au災害対策」アプリ導入により、「災害･避難情報」が別途利用可能となったため、実質「緊急速報メール」としても利用可能となった(ただし、前述のアップデート導入が前提となる)。